# Bajadera
Le bajadera est un bonbon traditionnel croate, présentée sous forme de barres chocolatées. Elle est à base de beurre, de fruits secs (noix amandes) et biscuits écrasés. C'est un dessert très répandu dans toute l'ex-Yougoslavie et il peut être préparé artisanalement ou industriellement.